# Wolf-Dietrich Gutsch
Wolf-Dietrich Gutsch (* 7. September 1931 in Berlin; † 7. März 1981 ebenda) war ein deutscher evangelischer Katechet, Pastor und Jugendarbeiter.

## Leben und Wirken
Gutsch wuchs bei seiner Mutter auf, denn sein Vater war Wehrmachtssoldat und galt als vermisst, als Wolf-Dietrich 14 Jahre alt war. Die Grundschule besuchte er in Berlin und in Königs Wusterhausen. Mit 15 Jahren nahm er an einer kirchlichen Rüstzeit in Stuttgart teil, in der er sich in einem Glaubenserlebnis für einen Weg zum kirchlichen Mitarbeiter entschied. Dietrich baute einen Jungscharkreis in Berlin-Karlshorst auf und arbeitete dabei auch ökumenisch mit römisch-katholischen Christen zusammen. Von 1949 bis 1950 absolvierte er eine Ausbildung im Seminar für kirchlichen Dienst in Berlin-Weißensee, zu der auch ein katechetisches Praktikum in Berlin-Oberschöneweide gehörte. Von 1951 bis 1953 setzte er seine Ausbildung fort im Seminar für kirchlichen Dienst in Berlin-Zehlendorf. Von 1953 bis 1955 war er Katechet beim Erziehungsausschuss in Berlin-Lichtenberg. Als in der kirchlichen Jugendarbeit der Projekttyp eines Ökumenischen Aufbaulagers entwickelt wurde, war er 1955 für ein Jahr Mitarbeiter der Gossner Mission in der DDR für ökumenische Aufbaulager. In diesem Jahr wurde ein erstes ökumenisches Aufbaulager in Berlin-Karlshorst an der Kirche „Zur Frohen Botschaft“ durchgeführt, das unter seiner Leitung stand. Im Jahr darauf – 1956 – fand ein erstes ökumenisches Aufbaulager in Zusammenarbeit mit der Jugendabteilung des Ökumenischen Rates der Kirchen und dem Nationalen Aufbauwerk der DDR statt. 1961 wurde Gutsch Jugenddelegierter bei der 3. Vollversammlung des Ökumenischen Rates der Kirchen in Neu-Delhi, nahm an der I. Allchristlichen Friedensversammlung in Prag teil und wurde Mitglied des DDR-Regionalausschusses der CFK, dem er bis zu seinem frühen Tod angehörte. Im Jahr 1965 wurde er Referent für Ökumenische Aufbaulager und Nationalkorrespondent zur Jugendabteilung des Ökumenischen Rates der Kirchen bei der Arbeitsgemeinschaft Evangelischer Jugend in der DDR. Inzwischen hatte Gutsch bereits breite ökumenische Erfahrungen gesammelt, so dass er 1967 als Jugenddelegierter zur 5. Vollversammlung der Konferenz Europäischer Kirchen (KEK) in Pörtschach (Österreich) entsandt wurde. Ein weiteres wichtiges Lebensdatum wurde 1968 die Gründung des Ökumenischen Jugendrates in Europa (EYCE), an der er maßgeblichen Anteil hatte. Er wurde von Beginn an auch Mitglied ihres Exekutivkomitees. Von 1969 bis 1975 fungierte er als Vorsitzender der Internationalen Jugendkommission der CFK und seit 1975 als ihr Internationaler Sekretär. Im kirchlichen Bereich war er seit 1971 Leiter des Ökumenischen Jugenddienstes der Kommission Kirchliche Jugendarbeit des Bundes der Evangelischen Kirchen in der DDR. Im Jahr 1968 gründete er die Arbeitsgemeinschaft Christlicher Jugend in der DDR und wurde Mitglied des Ökumenischen Jugendrates in der DDR. Von 1972 bis 1978 war er der gewählte Vorsitzende des Ökumenischen Jugendrates in Europa. In diese Zeit fiel die 7. Vollversammlung der KEK in Engelberg / Schweiz, bei der er den ÖJR der DDR vertrat.
Ein niederländischer Freund von Gutsch, Lodewijk Blok, schrieb:

„Die Persönlichkeit und Arbeit von Dietrich Gutsch kennen zu lernen, war erfrischend und inspirierend. Wir lernten auf eindringliche Weise die Auffassung kennen, dass der christliche Glaube nicht an eine bestimmte politische Gesellschaftsordnung gebunden sei. In der Hitze des kalten Krieges war das ein auffallender, fast revolutionärer Standpunkt. Er erwies sich als ein fruchtbarer aber auch empfindlicher Ausgangspunkt.
Von Dietrich haben wir gelernt, in einer direkten Weise in nüchternem Glauben mit der biblischen Botschaft zu verkehren. Gesellschaftliche und politische Fragen blieben dabei nicht außer Sicht. Das war nicht immer leicht. Dietrich und andere wollten mit Christen aus West-Deutschland und anderen europäischen Staaten ausdrücklich im Gespräch bleiben. Und darin wollten sie ernst genommen werden.
Wir wurden vertraut gemacht mit Begriffen wie 'Proexistenz' und 'Suchet der Stadt Bestes'. Vor allem hat der letzte Begriff mich beeindruckt. Im 'Babylonischen Exil' (587 - 538) bekam ein Teil des israelitischen Volkes den Auftrag (Jeremia 29): Baut Häuser und siedelt, pflanzt Gärten und esst ihre Frucht … mehrt euch dort…. Und fragt nach dem Frieden der Stadt, dahin ich euch verschleppen ließ, betet für sie zu mir, denn in ihrem Frieden wird Euch Frieden sein.“

Gutsch war verheiratet und Vater von drei Söhnen.
Für das Ministerium für Staatssicherheit arbeitete er als IM Dietrich.

## Werke
- Wolf-Dietrich Gutsch: Jugend gibt Antwort. Der Beitrag erschien in „Mut zur Zukunft“ von Arndt/Trautmann Hrsg. Evangelische Verlagsanstalt, Berlin 1964, Seite 222 ff. Nachgedruckt in „Christ und Kirche in der DDR“, Arbeitsgemeinschaft der Evangelischen Jugend in Deutschlands 2. Auflage 1968, Seite 164 ff.

Von Wolf-Dietrich Gutsch stammen zahlreiche Vorträge, Meditationen und Bibelarbeiten, veröffentlicht in ökumenischen Zeitschriften.